# 小行星9757
小行星9757（9757 Felixdejager）是一颗绕太阳运转的小行星，为主小行星带小行星。该小行星于1991年4月8日发现。

## 轨道参数
小行星9757的轨道半长轴为2.8958177 UA，离心率为0.059。